# Arte Ciência no Palco
O Núcleo Arte Ciência no Palco da Cooperativa Paulista de Teatro nasceu em 1998, em São Paulo, criado por Carlos Palma e Adriana Carui. Atualmente integram o grupo Oswaldo Mendes, Adriana Dham, Selma Luchesi, Vera Kowalska, Monika Plöger entre outros artistas, cientistas colaboradores e diretores convidados. Foi a primeira companhia de teatro profissional no Brasil a investigar continuamente as relações da arte e da ciência. Associado a ABCMC, tem apoio do Centro de Ciências Exatas e Tecnologia da PUC-SP, campus Marquês de Paranaguá e do Grupo ETAPA. Tem em seu repertório 18 espetáculos em 20 anos de atuação. Esteve em 2005 em Portugal e percorreu mais de 350 cidades brasileiras.

## Espetáculos
- 1998 – Einstein - direção Sylvio Zilber
- 2000 – Da Vinci Pintando o Sete - direção Carlos Palma
- 2001 – Copenhagen - direção Marco Antonio Rodrigues
- 2002 – Perdida, Uma Comédia Quântica - direção Marco Antonio Braz
- 2003 – Quebrando Códigos - direção Roberto Vignati
- 2004 – E Agora Sr. Feynman – direção Sylvio Zilber
- 2004 – 20.000 Léguas Submarinas, Ufa! – direção Flávia Pucci
- 2005 – A Dança do Universo - direção Soledad Yunge
- 2006 – Oxigênio – direção Sylvio Zilber
- 2007 – After Darwin – direção Rachel Araújo
- 2007 – Rebimboca & Parafuseta - direção Dagoberto Feliz
- 2008 – A Culpa é da Ciência? – direção Rachel Araújo
- 2010 - Animaflex - direção geral Carlos Palma (com outras cinco companhias de teatro de Americana/SP e respectivos diretores)
- 2010 - Big Big Bang Boom! - direção Carlos Palma

## Prêmios e indicações
- 1998 - Prêmio Mambembe / Funarte  - "Einstein" - Melhor Ator / SP (Carlos Palma)
- 2000 - Prêmio Maria Clara Machado / RJ - "Da Vinci Pintando O Sete" - Indicação Iluminação (Francisco Alves)
- 2001 - Prêmio Estímulo Flávio Rangel do Governo do Estado de São Paulo - "Copenhagen"
- 2001 - Prêmio Qualidade Brasil  - "Copenhagen" - Melhor Espetáculo
- 2001 - Prêmio Qualidade Brasil  - "Copenhagen" - Melhor Direção (Marco Antonio Rodrigues)
- 2001 - Prêmio Qualidade Brasil  - "Copenhagen" - Indicação Ator (Carlos Palma)
- 2001 - Prêmio Shell  / SP - "Copenhagen" - Indicação Direção (Marco Antonio Rodrigues)
- 2001 - Prêmio Shell  / SP - "Copenhagen" - Indicação Cenografia (Ulisses Cohn)
- 2001 - Prêmio Shell  / SP - "Copenhagen" - Indicação Iluminação (Francisco Alves)
- 2002 - Prêmio Shell  / SP - "Perdida, Uma Comédia Quântica" - Indicação Ator (Oswaldo Mendes)
- 2003 - Prêmio Shell  / SP - "Quebrando Códigos" - Indicação Ator (Carlos Palma)
- 2004 - PRÊMIO APCA (Associação Paulista dos Críticos de Arte)  - "20.000 Léguas Subamarinas, Ufa" - Melhor Cenografia (Carlos Palma)
- 2004 - Prêmio Coca-Cola / FEMSA de Teatro Infantil e Jovem - "20.000 Léguas Submarinas, Ufa" - Melhor Cenografia (Carlos Palma)
- 2007 - Prêmio Coca-Cola / FEMSA de Teatro Infantil e Jovem  - "Rebimboca & Parafuseta" - Finalista Melhor Cenografia (Carlos Palma)
- 2008 - Programa Municipal de Fomento ao Teatro para a Cidade de São Paulo  - "A Culpa É da Ciência?"
- 2010 - Prêmio FEMSA de Teatro Infantil e Jovem  - "Big Big Bang Boom!" - Categoria Especial (Carlos Palma)
- 2010 - Prêmio Cooperativa Paulista de Teatro  - "Big Big Bang Boom!" - Indicação ao Projeto Visual (Carlos Palma e Cláudio Lux)